# Kamaru Usman
Kamarudeen Usman, född 11 maj 1987 i Auchi, är en nigeriansk-amerikansk MMA-utövare som sedan 2015 tävlar i organisationen Ultimate Fighting Championship där han från 27 mars 2019 till 21 augusti 2022 var organisationens mästare i weltervikt.

## Tävlingsfacit

### MMA
| Resultat | Facit | Motståndare        | Metod                           | Evenemang                                                       | Datum             | Plats                            | Notering                           |  |
| -------- | ----- | ------------------ | ------------------------------- | --------------------------------------------------------------- | ----------------- | -------------------------------- | ---------------------------------- |  |
| Vinst    | 1–0   | David Glover       | TKO (slag)                      | RFA 5                                                           | 30 november 2012  | Kearney, Nebraska, USA           |                                    |  |
| Förlust  | 1–1   | Jose Caceres       | Submission (rear naked choke)   | CFA 11                                                          | 24 maj 2013       | Coral Cables, Florida, USA       |                                    |  |
| Vinst    | 2-1   | Rashid Abdullah    | TKO (slag)                      | VFC 41                                                          | 14 december 2013  | Ralston, Nebraska, USA           |                                    |  |
| Vinst    | 3-1   | Steven Rodriguez   | TKO (slag)                      | Legacy 27                                                       | 31 januari 2014   | Houston, Texas, USA              |                                    |  |
| Vinst    | 4-1   | Lenny Lovato       | TKO (slag)                      | Legacy FC 30                                                    | 4 april 2014      | New Mexiko, USA                  |                                    |  |
| Vinst    | 5-1   | Marcus Hicks       | TKO (slag)                      | Legacy FC 33                                                    | 18 juli 2014      | Allen, Texas, USA                |                                    |  |
| Vinst    | 6-1   | Hayden Hassan      | Submission (arm triangle choke) | The Ultimate Fighter: American Top Team vs. Blackzilians Finale | 12 juli 2015      | Las Vegas, Nevada, USA           |                                    |  |
| Vinst    | 7-1   | Leon Edwards       | Domslut (enhälligt)             | UFC on Fox: dos Anjos vs. Cowboy 2                              | 19 december 2015  | Orlando, Florida, USA            |                                    |  |
| Vinst    | 8-1   | Alexander Jakovlev | Domslut (enhälligt)             | UFC on Fox: Holm vs. Shevchenko                                 | 23 juli 2016      | Chicago, Illinois, USA           |                                    |  |
| Vinst    | 9-1   | Warrley Alves      | Domslut (enhälligt)             | UFC Fight Night: Baden vs. Nogueira                             | 19 november 2016  | São Paulo, Brasilien             |                                    |  |
| Vinst    | 10-1  | Sean Strickland    | Domslut (enhälligt)             | UFC 210                                                         | 8 april 2017      | Buffalo, New York, USA           |                                    |  |
| Vinst    | 11-1  | Sérgio Moraes      | KO (slag)                       | UFC Fight Night: Rockhold vs. Branch                            | 16 september 2017 | Pittsburgh, Pennsylvania, USA    |                                    |  |
| Vinst    | 12-1  | Emil Weber Meek    | Domslut (enhälligt)             | UFC Fight Night: Stephens vs. Choi                              | 14 januari 2018   | St. Louis, Missouri, USA         |                                    |  |
| Vinst    | 13-1  | Demian Maia        | Domslut (enhälligt)             | UFC Fight Night: Maia vs. Usman                                 | 19 maj 2018       | Santiago de Chile, Chile         |                                    |  |
| Vinst    | 14-1  | Rafael Dos Anjos   | Domslut (enhälligt)             | The Ultimate Fighter: Heavy Hitters Finale                      | 30 november 2018  | Las Vegas, Nevada, USA           |                                    |  |
| Vinst    | 15-1  | Tyron Woodley      | Domslut (enhälligt)             | UFC 235                                                         | 2 mars 2019       | Las Vegas, Nevada, USA           | Vann UFC bältet i Weltervikt       |  |
| Vinst    | 16-1  | Colby Covington    | TKO (slag)                      | UFC 245                                                         | 14 december 2019  | Las Vegas, Nevada, USA           | försvarade UFC bältet i Weltervikt |  |
| Vinst    | 17-1  | Jorge Masvidal     | Domslut (enhälligt)             | UFC 251                                                         | 12 juli 2020      | Abu Dhabi, Förenade Arabemiraten | försvarade UFC bältet i Weltervikt |  |
| Vinst    | 18-1  | Gilbert Burns      | TKO (Slag)                      | UFC 258                                                         | 13 februari 2021  | Las Vegas, Nevada, USA           | försvarade UFC bältet i Weltervikt |  |
| Vinst    | 19-1  | Jorge Masvidal     | KO (Slag)                       | UFC 261                                                         | 24 april 2021     | Jacksonville, Florida, USA       | försvarade UFC bältet i Weltervikt |  |
| Vinst    | 20-1  | Colby Covington    | Domslut (enhälligt)             | UFC 268                                                         | 6 november 2021   | New York city, New York, USA     | försvarade UFC bältet i Weltervikt |  |
| förlust  | 20-2  | Leon Edwards       | KO (huvudspark)                 | UFC 278                                                         | 21 augusti 2022   | Salt Lake City, Utah, USA        | förlorade UFC bältet i Weltervikt  |  |